# Колумбия (символ)
Колумбия (англ. Columbia) — женский образ, олицетворявший Соединённые Штаты Америки после Американской революции. Происходит от имени испанского мореплавателя Христофора Колумба, к которому было присоединено окончание -ia, распространенное в латинских названиях стран (Британия, Галлия и другие). Это название также применялось в качестве торжественного наименования всей Америки и Нового Света, из-за чего возникло название страны Колумбия, а также в названиях многих мест, объектов, учреждений и компаний. Среди них: Колумбийский университет, округ Колумбия (в котором располагается столица США), «Hail Columbia» (неофициальный национальный и официальный вице-президентский гимн), а также корабль Columbia Rediviva, который дал название реке Колумбия. После установки в устье реки Гудзон в 1886 году Статуи Свободы её образ в значительной степени вытеснил Колумбию в качестве женского символа Соединенных Штатов. 
На заставке кинокомпании «Columbia Pictures» изображена Колумбия как символ США. Колумбия стала также персонажем политических мультфильмов и комиксов, очень популярных в США в 1920-х годах.

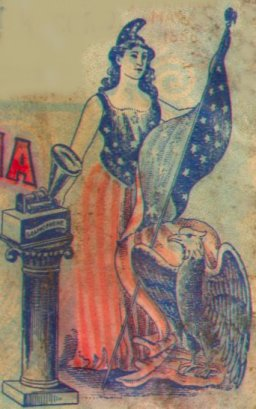
Колумбия — олицетворение США, популярное в 1920-х годах
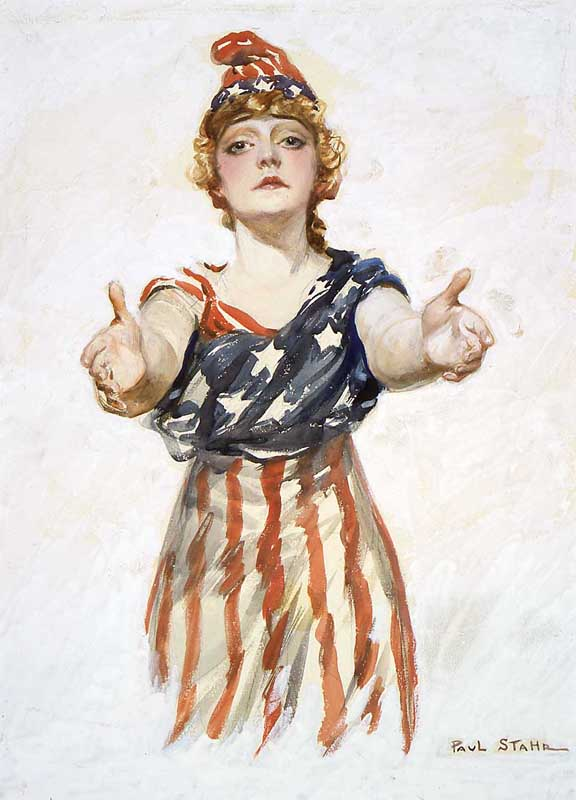
Образ Колумбии для плаката «Будь патриотом» (1917 или 1918)
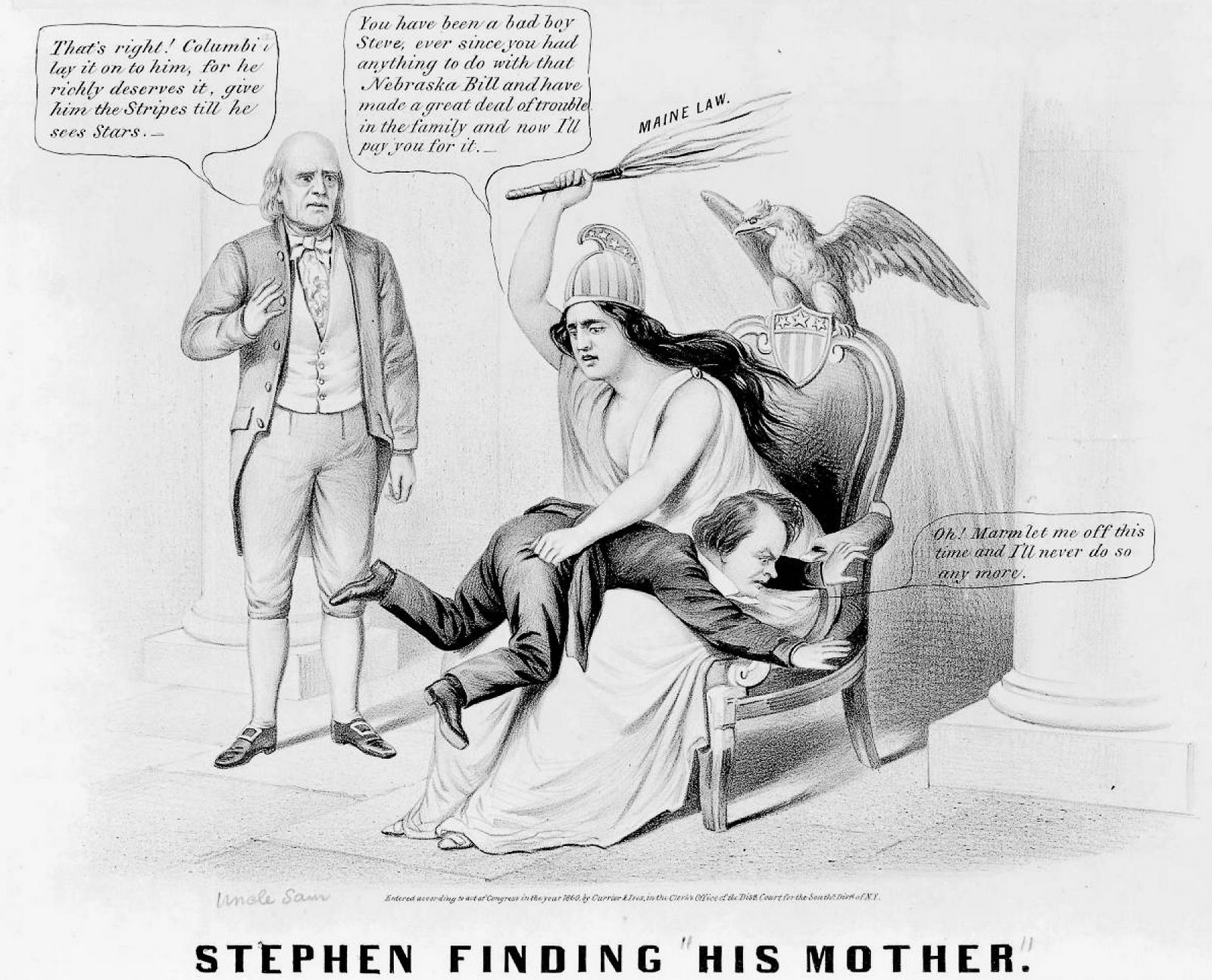
Колумбия порет Стивена Дугласа (политическая карикатура, 1860)

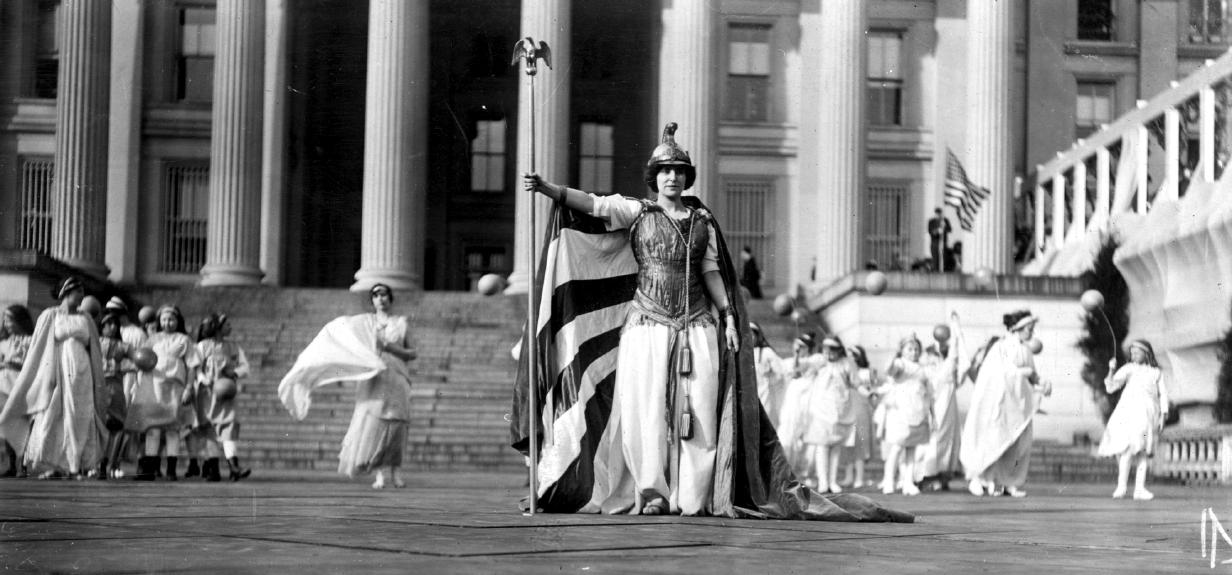
Театрализованное представление с участием немецкой актрисы Хедвиги Райхер[англ.] в образе Колумбии перед зданием казначейства во время Парада за женское избирательное право в Вашингтоне 3 марта 1913 года